# Hausdorffmetriek
De Hausdorffmetriek, ook wel de Hausdorff-afstand genoemd, is een maat voor de afstand tussen twee compacte niet-lege deelverzamelingen van een metrische ruimte. De metriek is genoemd naar de Duitse wiskundige Felix Hausdorff.
De Hausdorffmetriek maakt gebruik van de bestaande afstandsmaat (metriek) op de metrische ruimte en bepaalt de minimale afstand van een punt in de ene deelverzameling tot de andere deelverzameling en omgekeerd. De grootste van deze twee afstanden is dan de Hausdorff-afstand.

## Definitie
Zij (X,d) een metrische ruimte met een metriek d, en A en B twee niet-lege compacte deelverzamelingen van X. Voor een punt b ∈ B definiëren we de afstand tot A als:
{\displaystyle d(b,A)=\inf\{d(b,a):a\in A\}}
en de afstand van B tot A als:
{\displaystyle d(B,A)=\sup\{d(b,A):b\in B\}}.
Omdat de afstand van B tot A niet hetzelfde hoeft te zijn als de afstand van A tot B, definiëren we de Hausdorff-afstand h(A,B) tussen A en B als:
{\displaystyle h(A,B)=\max(d(A,B),d(B,A))}.
Dat h inderdaad een afstand is, dat wil zeggen aan de eisen voor afstand voldoet, berust onder andere op het feit dat een afstand een continue functie is en voor een compacte deelverzameling A het infimum steeds zal worden bereikt in een punt van A. Als dus h(A,B) = 0, is bij elk punt x∈A een punt y∈B met d(x,y)=0, dus x=y.